# Martin Hechenberger
Martin Hechenberger (* 12. Februar 1836 in Stadtamhof; † 18. Oktober 1919 in Passau) war ein deutscher Orgelbauer.

## Leben und Werk
Martin Hechenberger wurde als unehelicher Sohn des Unteroffiziers Franz Hechenberger und der Fischertochter Anna Heindl geboren. Er erlernte das Orgelbauhandwerk bei Adam Ehrlich (d. Ä.) in Passau. Zudem war er auch bei Johann Ehrlich in Landshut tätig. Nach dem plötzlichen Tod von Adam Ehrlich leitete er die Firma zunächst als Geschäftsführer. Er heiratete am 24. August 1863 die verwitwete Anna Ehrlich geb. Bachmaier. Diese brachte einen Sohn, Adam Ehrlich, mit in die Ehe. Martin Hechenberger adoptierte ihn und bildete ihn im Orgelbau aus. Adam Ehrlich (jun.) war bis zu dessen Heirat im Jahr 1902 im Betrieb des Adoptivvaters tätig. Danach machte sich in Passau und später in Straubing selbstständig. Martin Hechenberger musste manchmal finanziell und mit handwerklicher Hilfe für Adam Ehrlich (jun.) einspringen.
Durch die hohe Qualität seiner Arbeit konnte Martin Hechenberger die Werkstatt bedeutend erweitern und baute rund 50 Jahre lang zahlreiche neue Orgeln für Kirchen in Niederbayern und Oberösterreich. Sein größtes und bekanntestes Werk war die Orgel des Passauer Doms, an der er auch zusammen mit seinem Sohn Max laufend Verbesserungen, Ergänzungen und Erweiterungen vornahm. Mit drei Manualen und 74 klingenden Registern war dieses Instrument das größte Werk im bayerischen Orgelbau zu dieser Zeit. Zudem besaß diese Orgel bereits einige ungewöhnliche, innovative technische Einrichtungen, wie eine pneumatische Maschine (Barkerhebel), einen Crescendoapparat (aufwändig gebauter Vorläufer des Registerschwellers) und Retourkoppeln (ein aufwändiger Koppelapparat, der es möglich machte, das Hauptwerk auf allen drei Manualen zu spielen). Martin Hechenberger erhielt 1892 den Titel eines königlichen Hoforgelbauers.

## Werkliste (Auswahl)
| Jahr  | Ort                     | Gebäude                              | Bild | Manuale | Register | Bemerkungen |
| ----- | ----------------------- | ------------------------------------ | ---- | ------- | -------- | --- |
| 1861  | Passau                  | St. Salvator                         |      |         |          | nicht vorhanden |
| 1862  | Traunstein              | Friedhofskirche                      |      | I/P     | 5        | erhalten; Erbaut für das Kapuzinerkloster in Traunstein; 2001 Restaurierung durch Alois Linder und Aufstellung in der Friedhofskirche |
| 1867  | Simbach                 | St. Mariä Empfängnis                 |      | II/P    | 16       | nicht erhalten |
| 1868  | Mainburg-Oberempfenbach | Pfarrkirche St. Andreas              |      | I/P     | 6        | |
| 1869  | Straßkirchen            | St. Stephanus                        |      | I/P     | 9        | |
| 1872  | Zeitlarn                | St. Bartholomäus                     |      |         |          | nicht erhalten |
| 1878  | Mainburg                | St. Laurentius                       |      | I/P     | 10       | erhalten |
| 1880  | Rothhausen              | St. Ägidius                          |      | I/P     | 5        | erhalten |
| 1885  | Sankt Andrä             | Pfarrkirche St. Ulrich an der Goding |      | I/P     | 9        | erhalten |
| 1886  | Klagenfurt              | Heiligengeistkirche                  |      | II/P    | 12       | erhalten |
| 1886  | Oberdietfurt            | St. Johannes der Täufer              |      | I/P     | 10       | → Orgel |
| 1889  | Passau                  | Dom St. Stephan                      |      | III/P   | 74       | nicht erhalten → Orgel |
| ~1890 | Pocking-Eggersham       | St. Margareta                        |      | I/P     | 4        | |
| 1891  | Appersdorf              | St. Petrus                           |      | I/P     | 8        | → Orgel |
| 1893  | Hebramsdorf             | St. Johann Baptist                   |      | I/P     | 9        | erhalten → Orgel |
| 1898  | Wolfsberg               | Hl. Markus                           |      | II/P    | 23       | 2010 restauriert von Kuhn → Orgel |
| 1898  | Gern                    | St. Georg                            |      |         |          | 1987 Neubau im alten Gehäuse von Weise.                                                                                               |
| 1904  | Raitenhaslach           | St. Georg                            |      | II/P    | 21       | im historischen Gehäuse, mit neuen Laden unter umfangreicher Verwendung des historischen Materials                                    |
| 1904  | Egglham-Frauentödling   | Mariä Himmelfahrt                    |      | I/P     | 8        | |
| 1905  | Prunn                   | St. Martin                           |      | I/P     | 6        | |
| 1905  | Langwinkl               | Maria Heimsuchung                    |      | I/P     | 6        | erhalten |
| 1906  | Amsham                  | St. Georg                            |      | I/P     | 8        | → Orgel |
| 1908  | Burghausen              | Schutzengelkirche                    |      | II/P    | 10       | erhalten, 2007 restauriert durch Thomas Jann → Orgel                                                                                  |
| 1908  | Altötting               | St. Maria Magdalena                  |      |         |          | Neubau im historischen Gehäuse, nicht erhalten                                                                                        |